# Liste des drapeaux de Suisse M
Pour les communes suisses commençant par M. Pour plus d'informations sur les conceptions, s'il vous plaît lire l'article d'une commune. 

Madulain
Mauborget
Medel (Lucmagn)
Mendrisio
Mex (VD)
Moiry
Montricher
Morges